# Łącze abonenckie

Łącze abonenckie w strukturze łańcucha telekomunikacyjnego

Łącze abonenckie – część łańcucha telefonicznego między aparatem telefonicznym abonenta a centralą telefoniczną.
W zależności od warunków łącze abonenckie może być prowadzone za pomocą przewodów, światłowodu (linia kablowa) lub bezprzewodowo (radiolinia). Przesyłanie sygnału w łączu abonenckim może odbywać się naturalnym systemem transmisyjnym, wielokrotnym systemem analogowym (FDM) lub wielokrotnym systemem cyfrowym (TDM).
W skład łącza abonenckiego prowadzonego torem przewodowym wchodzi:
- linia dostępowa, składająca się z:
  - linii magistralnej – między centralą telefoniczną a szafką kablową (w nowych typach central wolnostojących występuje rzadko),
  - linii rozdzielczej – między szafką kablową a szafką (lub puszką) abonencką,
- przyłącze abonenckie – między szafką (lub puszką) abonencką a telefonem abonenta (zakończona gniazdkiem telefonicznym).